# James Augustus Grant

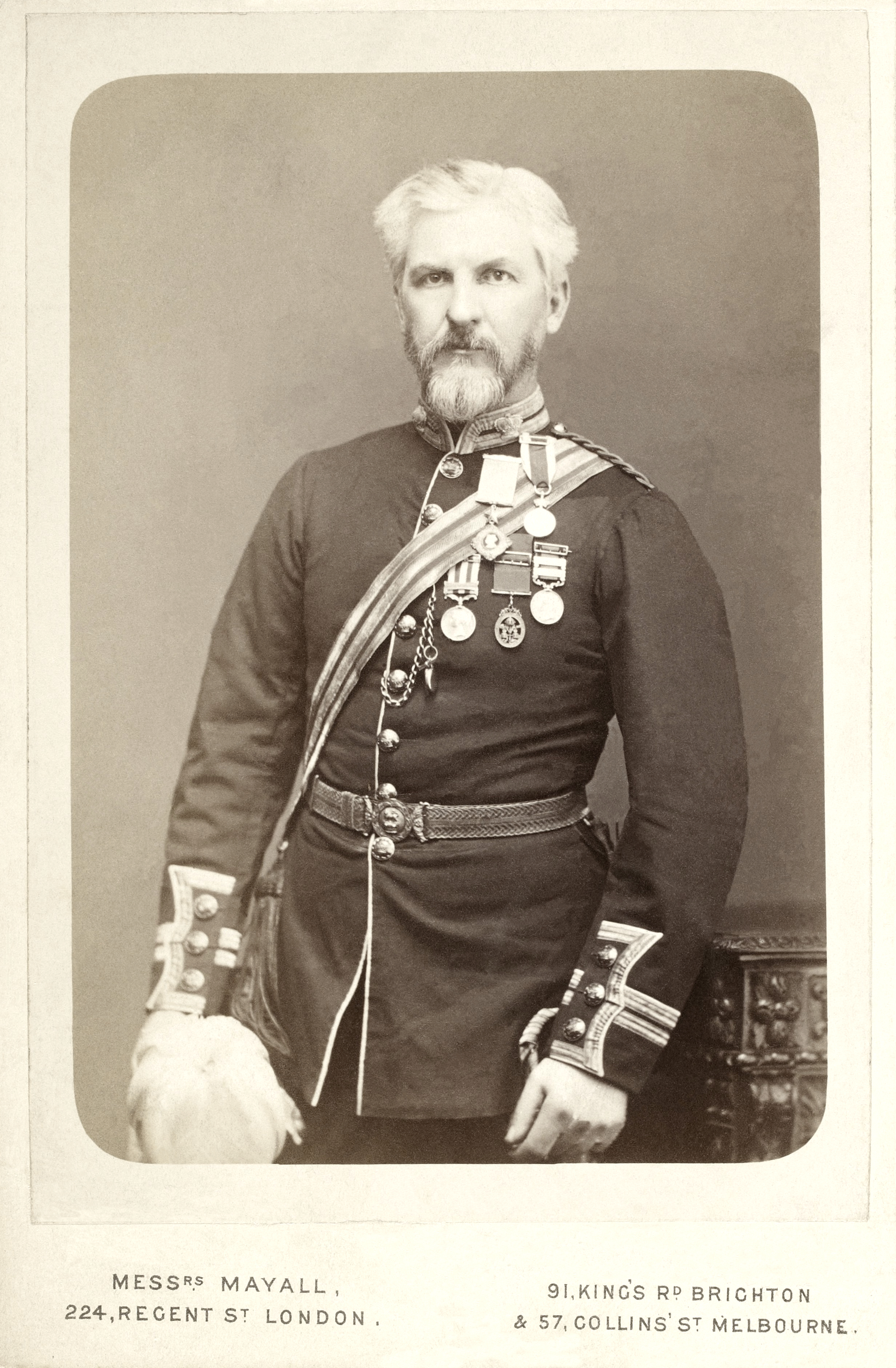
James Grant

James Augustus Grant (11 de Abril de 1827 — 11 de Fevereiro de 1892 foi um explorador escocês do leste da África.

## Publicações
- A walk across Africa, or Domestic Scenes from My Nile Journal. Edinburgh & London: William Blackwood 1864
- Summary of the Speke and Grant expedition. (In: Journal of the Royal Geographical Society. 1872)
- Botany of the Speke and Grant expedition. (In: Transactions of the Linnean Society. 1872)
- Khartoom as I saw it in 1863. London: W. Blackwood, 1885